# Igor Decraene
Igor Decraene (* 26. Januar 1996 in Waregem; † 30. August 2014 in Zulte) war ein belgischer Radrennfahrer.
2012 belegte Igor Decraene Rang drei bei der belgischen Jugendmeisterschaft im Einzelzeitfahren. Im Jahr darauf wurde er in Florenz Junioren-Weltmeister im Zeitfahren. Zudem gewann er das renommierte französische Zeitfahren Chrono des Nations in der Juniorenklasse und wurde nationaler Juniorenmeister in dieser Disziplin. Im Jahr darauf konnte er den belgischen Zeitfahrtitel erneut erringen. 2014 hatte er mit Verletzungen zu kämpfen, war jedoch für die UCI-Straßen-Weltmeisterschaften 2014 im September im spanischen Ponferrada nominiert. Er galt als eines der hoffnungsvollsten Talente des belgischen Radsports, für 2015 hatte er schon einen Vertrag beim Nachwuchsteam von Omega Pharma-Quick-Step.
In der Nacht zum 30. August 2014 wurde Decraene in Zulte von einem Zug überrollt und tödlich verletzt. Sein Verein, der Tieltse Rennersclub, gab bekannt, Decraene sei durch einen „schweren Unfall“ ums Leben gekommen. Belgische Medien berichteten indessen, der 18-Jährige habe Suizid begangen. Eine toxikologische Untersuchung ergab, dass er zum Zeitpunkt seines Todes stark alkoholisiert war. Letztlich konnte nicht geklärt werden, ob es sich bei dem Unglücksfall um einen Selbstmord oder einen Unfall handelte; Decraenes Familie schloss allerdings einen Selbstmord aus.
Bei den drei Wochen später stattfindenden Straßen-Weltmeisterschaften wurde beim Zeitfahren der Junioren die Start-Nummer eins zum Gedenken an Decraene nicht vergeben. Zur Erinnerung an ihn tragen die Sportler des Tieltse Rennersclub künftig den Schriftzug Igor auf ihrem Trikot. Im Dezember 2014 rief der belgische Nationaltrainer Carlo Bomans die Trofee Igor Decraene für den besten belgischen Zeitfahrer der Junioren ins Leben. Symbolisch wurde die erste Trophäe an die Eltern von Decraene übergeben.